# The Hangman's Beautiful Daughter
The Hangman's Beautiful Daughter è il terzo album del gruppo musicale The Incredible String Band, pubblicato dalla Elektra Records nel marzo del 1968. Il disco che raggiunse il quinto posto nella classifica inglese degli LP, ricevette, negli Stati Uniti, anche una nomination al Grammy.

## Tracce
Lato A
1. Koeeoaddi There – 4:41 (Robin Williamson)
2. The Minotaur's Song – 3:18 (Robin Williamson)
3. Witches Hat – 2:30 (Robin Williamson)
4. A Very Cellular Song – 12:55 (Mike Heron)

Lato B
1. Mercy, I Cry, City – 2:40 (Mike Heron)
2. Waltz of the New Moon – 5:01 (Robin Williamson)
3. The Water Song – 2:41 (Robin Williamson)
4. Three Is a Green Crown – 7:40 (Robin Williamson)
5. Swift as the Wind – 4:50 (Mike Heron)
6. Nightfall – 2:29 (Robin Williamson)

## Musicisti
- Robin Williamson - voce, chitarra, gimbri, fischietto (whistle), percussioni, flauto di pan, pianoforte, oud, mandolino, scacciapensieri (jew's harp), performer, idiofoni (diophone), armonica, chahanai, water harp
- Mike Heron - voce, sitar, organo, chitarra, dulcimer, clavicembalo
- Licorice McKechnie - voce, cimbalini a dita
- Licorice McKechnie - voce aggiunta (nel brano: The Minotaur's Song)
- Dolly Collins - organo a canne, pianoforte
- Dolly Collins - arrangiamenti clavicembalo e armonica (brano: B2)
- Dolly Collins - arrangiamenti organo a canne (brano: B3)
- David Snell - armonica